# 표트르 3세
표트르 3세(러시아어: Пётр III Фёдорович, 1728년 2월 21일 - 1762년 7월 17일)는 1762년부터 1762년까지 러시아 제국을 통치한 황제다. 로마노프 왕조의 7번째 군주로, 홀슈타인 공작 카를 프리드리히와 표트르 1세의 딸인 안나 페트로브나의 아들이다. 정식 이름은 표트르 표도로비치 로마노프(러시아어: Пётр Фёдорович Романов), 카를 페터 울리히(독일어: Karl Peter Ulrich)이다. 대부분의 역사가들에 의하면, 그는 정신적으로 미숙하고 매우 친프로이센적인 사람이었기 때문에 평판이 좋지 못한 지도자가 되었다.

## 생애
스웨덴의 칼 12세의 생질 카를 프리드리히 폰 슐레스비히홀슈타인고토르프 공작와 표트르 1세와 예카테리나 1세의 딸인 안나 페트로브나의 아들로, 킬에서 태어났다. 1739년, 아버지가 죽자 작위를 물려받아 홀슈타인고트로프 공작이 되었다. 따라서 그는 러시아 제국 황제와 스웨덴 국왕 양쪽 모두의 상속인으로 간주되었다.
1742년, 후사를 이을 아이가 없던 이모 러시아 제국의 여제 옐리자베타 페트로브나에 의해 황태자로 책봉되었다. 표트르는 14살이 되던 해부터 러시아 궁정에 살면서 안할트제르프스트 공국의 공녀인 조피 폰 안할트체르프슈트와 결혼했다. 같은 독일 태생이었던 두 사람은 금방 친해졌으나 조피가 이름을 러시아식인 예카테리나로 바꾸는 등 차츰 러시아인으로 변하며 국민적 지지를 얻을수록 독일에 아직 강한 애착을 가졌던 표트르는 그녀를 멀리하고 부재상 미하일 보론초프의 질녀 옐리자베타 보론초파라는 여인을 가까이 두었다.
1761년 12월 25일에 옐리자베타 여제가 서거함에 따라 새 황제로 등극한 그는 표트르 3세로 선포되었다. 표트르 3세는 옐리자베타의 장례기간 내내 사람들 앞에서 웃고 떠들며 술을 마시는가 하면, 프로이센에 국가 기밀 정보를 제공했다는 사실을 공공연히 떠들고 다니기도 했다. 추도 기간이 끝난 후 표트르 3세는 즉시 프로이센 왕국과의 전쟁을 중지해, 멸망 직전에 몰리고 있던 프로이센 왕국을 구해주었다. 당시 러시아는 프로이센과의 7년 전쟁에서 승리를 눈앞에 두고 있었지만, 표트르 3세는 여전히 독일적 성향을 버리지 않고 프로이센의 프리드리히 2세를 우상처럼 숭배했기 때문에 승자로서 마땅히 적에게 항복의 조건을 요구하는 대신 프로이센이 원래의 영토를 유지하게 했다. 그것도 모자라 그는 러시아군의 제복을 프로이센과 유사한 제복으로 바꾸어버렸다. 그는 자국인 러시아의 국익보다는 프로이센의 안위를 더 염두에 두었던 것이다.
또한 루터교의 교육을 받고 자란 그는 러시아 정교회로 개종했음에도 별로 신앙적인 모습을 보이지 않았으며, 황제가 된 후에는 모든 교회의 재산을 몰수해 국유화해버렸고, 성직자들에게 수염을 깎고 루터교의 목사처럼 옷을 입으라고 강요했다.
표트르 3세는 이제 공식석상에서도 정부인 옐리자베타 보론초바와 함께 지냈고 오직 황족에게만 허용되는 여러 가지 특권들을 그녀에게도 허용했다. 그에 반면 아내인 예카테리나에게는 수시로 폭력을 휘두르거나 많은 사람들이 보는 앞에서 모욕을 주는 데다가 심지어는 감옥에 가두는 등 악행을 저질렀다. 이렇게 계속되는 실정과 방탕한 생활로 표트르 3세는 급속히 민중으로부터 지지를 잃어갔다. 그러나 황후 예카테리나는 그녀의 오랜 친러시아 성향과 교양 있는 행동으로 점차 민중의 환심을 얻어 남편과 큰 대조를 이루었다.
드디어 1762년 여름 표트르 3세의 통치 반년 만에 예카테리나는 황실 근위대의 도움을 얻어 남편 표트르 3세를 폐위하고 스스로 제위에 올라 예카테리나 2세라고 선포하였다. 국민적 지지를 얻은 그녀는 페테르부르크 주위의 모든 성문과 다리를 봉쇄할 것을 지시했다.
그 무렵 아무것도 모른 채 정부와 함께 페트르호프 별궁으로 가던 표트르 3세는 잠시 후 예카테리나가 반란을 일으켜 러시아의 새 황제가 되었다는 소식을 듣게 되었다. 그 소식에 당황해 어쩔 줄 모르고 있던 표트르 3세에게 측근들은 크론슈타트 해군 기지로 피신할 것을 권했다. 거기에 있는 함대의 지지를 기대한 것이다. 그러나 표트르 3세는 음식, 술, 의상 등을 배에 싣기 위해 시간을 낭비했고, 반면에 예카테리나는 민첩하게 크론슈타트 군 지휘관들에게 전갈을 보내 그들의 지지를 얻어냈다.
크론슈타트 해군들이 반란에 동참했다는 것을 알고 표트르 3세는 경악해서 그만 주저앉고 말았다. 측근들은 다시 그에게 충성할지도 모를 군대가 덴마크의 침공에 대비해 레벨항에 집결해 있으니 그 곳으로 가자고 권했다. 그러나 표트르 3세는 이미 기진맥진하여 결단을 내릴 능력을 상실해버렸다. 그는 그 곳으로 가는 대신 낮잠을 잤다.
6월 29일 표트르 3세는 예카테리나 2세가 제국에 대한 모든 권리를 영원히 포기하라고 작성한 문서에 순순히 서명했다. 이후 예카테리나 2세는 표트르 3세를 상트페테르부르크 근교의 여름 별장으로 보내 오를로프 백작 형제로 하여금 감시하게 했다. 그러나 예카테리나 2세는 정통성을 가진 표트르 3세가 살아있는 한 자신의 제위가 결코 안전하지 않았다. 그래서 예카테리나 2세가 제위에 오른 지 1주일 후에 사형판결을 내리고 그녀의 오른팔인 알렉세이 오를로프에 의해 표트르 3세는 교살형을 당했다. 그러나 대외적으로는 표트르 3세는 심한 복통으로 인한 출혈로 사망했다고 공표되었다. 표트르 3세의 사형을 예카테리나 2세가 직접 명령한 것인지는 정확히 알 수 없지만 그녀가 바라던 일임에는 틀림이 없다.

## 자녀
1745년 8월 21일 훗날 예카테리나 2세가 되는 조피 프레데리케 아우구스테 폰 안할트체르프스트와 결혼했다.
| 사진 | 이름     | 생일             | 사망                   | 기타                      |
| ---- | -------- | ---------------- | ---------------------- | ------------------------- |
|      | 파벨 1세 | 1754년 9월 20일  | 1801년 3월 23일 (46세) | 러시아 제국 차르, 4남 6녀 |
|      | 안나     | 1757년 12월 20일 | 1759년 3월 19일        | 요절.                     |